# Parque Natural dos Tarrafes do Rio Cacheu
Der im Jahr 2000 gegründete Naturpark Parque Natural dos Tarrafes do Rio Cacheu (kurz Tarrafes de Cacheu) umfasst 886,15 km², 68 % davon Mangrovenwälder, die als das größte zusammenhängende Mangrovengebiet Westafrikas gelten. Es leben 7.950 Menschen hier (Stand 2009), verteilt auf 41 Dörfer (Tabancas) und zu sechs verschiedenen Ethnien zugehörig.

## Geographische Lage
Der Park besteht aus zwei Teilgebieten beiderseits des Unterlaufs des Rio Cacheu. Das größere liegt am Nordufer und begleitet dieses auf den letzten 40 Kilometer bis zur Mündung. Zwischen dem Flussufer gegenüber der Stadt Cacheu und São Domingos hat dieses amphibische Mangrovengebiet eine Breite von rund zwölf Kilometer. Das zweite Teilgebiet liegt am Südufer östlich der Stadt Cacheu und zieht sich von knapp 30 Uferkilometer aus bis zu 20 Kilometer weit durch amphibisches Gebiet ins Landesinnere.

## Flora und Fauna
Mit seinen ausgedehnten Mangroven und seinen 248 teils raren Vogelarten (Zählung 2014) gehört zu den weltweit wertvollsten Gebieten für Vogelbeobachtung. Neben einer Vielzahl saisonaler Zugvögel (insbesondere Schlammvögel) sind hier u. a. Pelikane, Flamingos, Nördliche Hornraben (Bucorvus abissinicus) und Sporngänse (Plectropterus gambensis) zu sehen.
Hier findet sich das ausgedehnteste Gebiet natürlicher Mangobäume Westafrikas, an deren Wurzeln im Wasser sich Austern bevorzugt ansiedeln. Flusspferde (Hippopotamus amphibius) und die Seekuhart des Afrikanischen Manatis (Trichechus senegalensis) gehören hier zu den größten vorkommenden Tieren. Unter der reichen Fauna finden sich zudem Krokodile (Crocodylus niloticus), die hier als irã cego bekannte Afrikanische Python (Python sebae), das Gambische Sonnenhörnchen (Heliosciurus gambianus), die hier gazela pintada genannte Art der Buschböcke (Tragelaphus scriptus), Mangusten (Herpestes paludinosus) oder das hiesige schwarze Warzenschwein, und auch Delfine und die Äthiopische Grünmeerkatze, eine Hundsaffenart, sind hier zuhause.
Auch an Fischen ist der Naturpark reich, insbesondere Barsch- und Karpfenarten, Barrakudas, Corvinas (Cilus gilberti, aus der Familie der Umberfische) und die Großkopfmeeräsche (Mugil cephalus) gehören hier zu den am häufigsten vorkommenden Arten. Dazu sind Garnelenarten weit verbreitet.

## Tourismus
Es werden unterschiedliche geführte Routen angeboten, die sich in Preis und Dauer unterscheiden. Die kürzeste Tour dauert zwei Stunden und führt von Cacheu nach São Domingos, die längste führt durch verschiedene Dörfer (Tabancas), darunter die Tabanca Elia, in der es ungewöhnliche zweistöckige Hütten gibt, und die Tabanca Jobel, die sich über mehrere Flussarme erstreckt und deren Bewohner sich in kleinen Kanus fortbewegen. Die Tour kann auch auf eine Bootstour zur Tabanca Poilão de Leão erweitert werden, wo man Nilpferde findet. Touren können über das staatliche Naturschutz-Institut IBAP in Bissau, die portugiesische NGO Monte ACE oder die private guinea-bissauische Agentur Osseh’mene Tours & Souvenirs gebucht werden.